# Люборча
Люборча (пол. Luborcza) — село в Польщі, у гміні Конецполь Ченстоховського повіту Сілезького воєводства.
Населення — 237 осіб (2011).
У 1975-1998 роках село належало до Ченстоховського воєводства.

## Демографія
Демографічна структура станом на 31 березня 2011 року:
|          | Загалом | Допрацездатний вік | Працездатний вік | Постпрацездатний вік |
| -------- | ------- | ------------------ | ---------------- | -------------------- |
| Чоловіки | 120     | 29                 | 81               | 10                   |
| Жінки    | 117     | 20                 | 61               | 36                   |
| Разом    | 237     | 49                 | 142              | 46                   |